# Protestation de Germantown

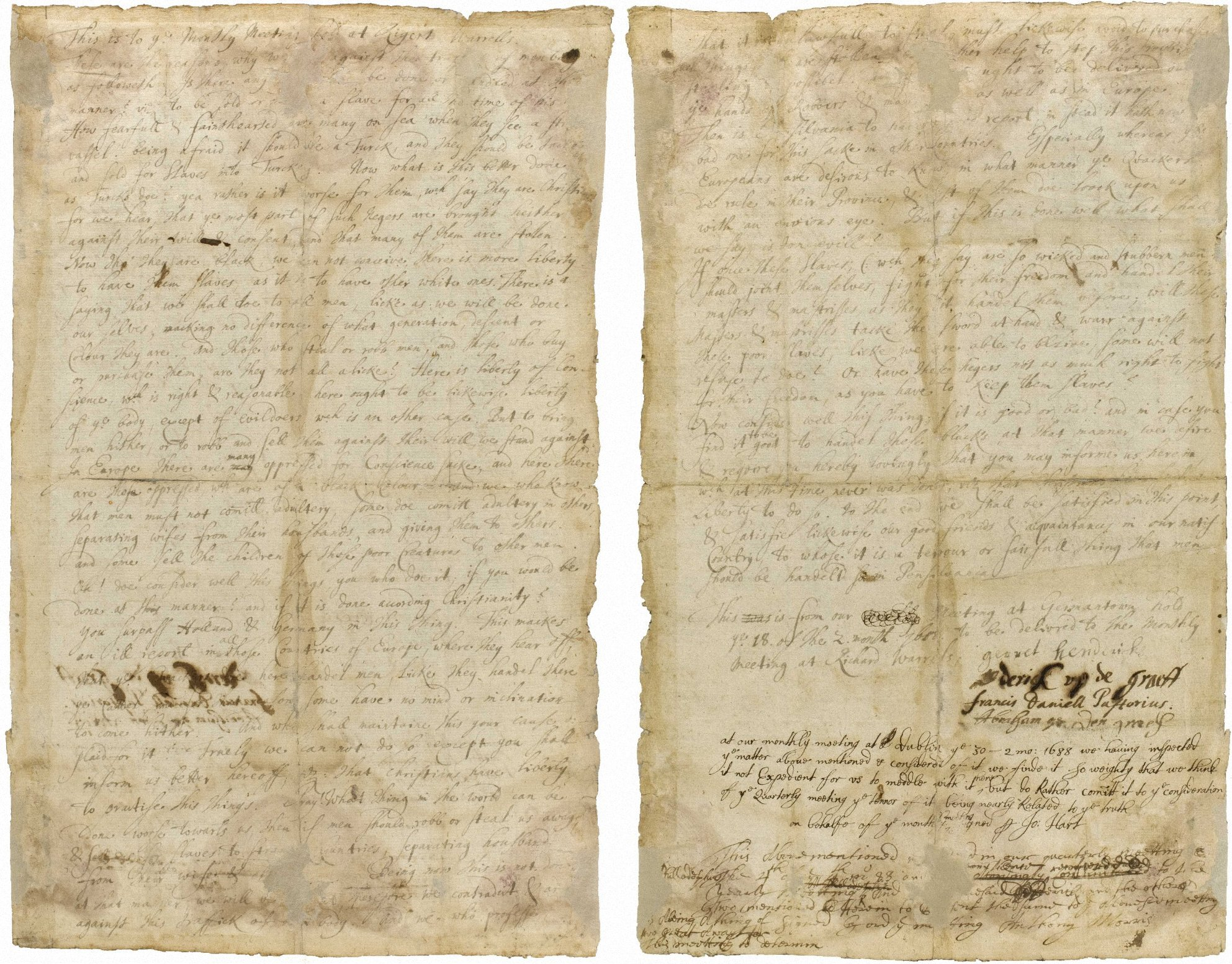
Pétition des Quakers de Germantown, 1688

La Protestation de Germantown est un texte de protestation contre l'esclavage écrit en 1688 dès le début de la fondation de la Pennsylvanie, la première des colonies anglaises d'Amérique du Nord.
Rédigée par des immigrants allemands envoyés sur le site de la future ville de Philadelphie, capitale fédérale un siècle après seulement, elle sera le point de départ de l'action des quakers nord-américains dans l'abolitionnisme de l'esclavage.
Sa réflexion prolonge celle engagée dans le texte Enquiries into vulgar and common errors écrit en 1646 par l'écrivain puritain de la Première Révolution anglaise Thomas Browne.

## Principe
La Protestation de Germantown est adressée à la réunion Quaker (société religieuse des Amis) tenue à Dublin. Ce document est une pétition basée sur une Règle d'or issue de la Bible, pour dénoncer l'ignominie de l'esclavage dont ces émigrés allemands étaient témoins en Pennsylvanie.

## Des immigrants de fraîche date

### Pastorius

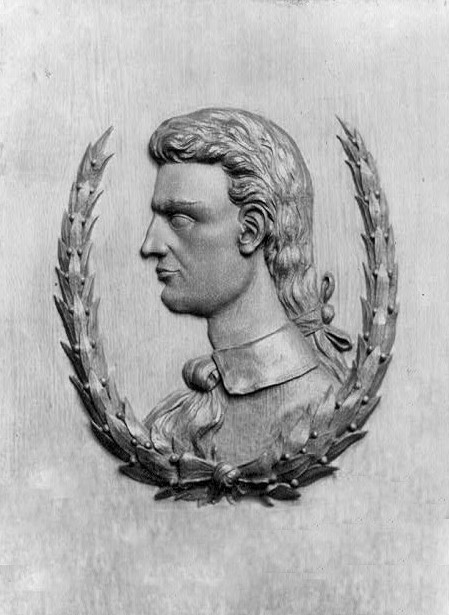
Francis Daniel Pastorius, v. 1897

L'un des quatre coauteurs est le quaker mennonite Francis Daniel Pastorius, fondateur cinq ans plus tôt de la ville de Germantown, aujourd'hui incluse dans Philadelphie, en Pennsylvanie, première colonie allemande et point d'entrée qui permettra l'arrivée d'une importante immigration ultérieure en provenance d'Allemagne et des pays ou régions sous influence culturelle allemande (Suisse, Alsace).

### Hendrick, Derick, de Graeff
Les trois autres coauteurs, du texte, titré The resolution of the Germantown mennonite sont Garret Hendrick et les frères Derick et Abraham de Graeff. Francis Daniel Pastorius est l'homme qui cinq plus tôt avait négocié l'achat de la terre avec William Penn, futur fondateur de la Pennsylvanie et fils d'un amiral qui avait sous Oliver Cromwell conquis la Jamaïque en 1655, alors colonie espagnole. La déclaration est reprise et adoubée lors de la réunion mensuelle de l'association, le 18 février 1688
.

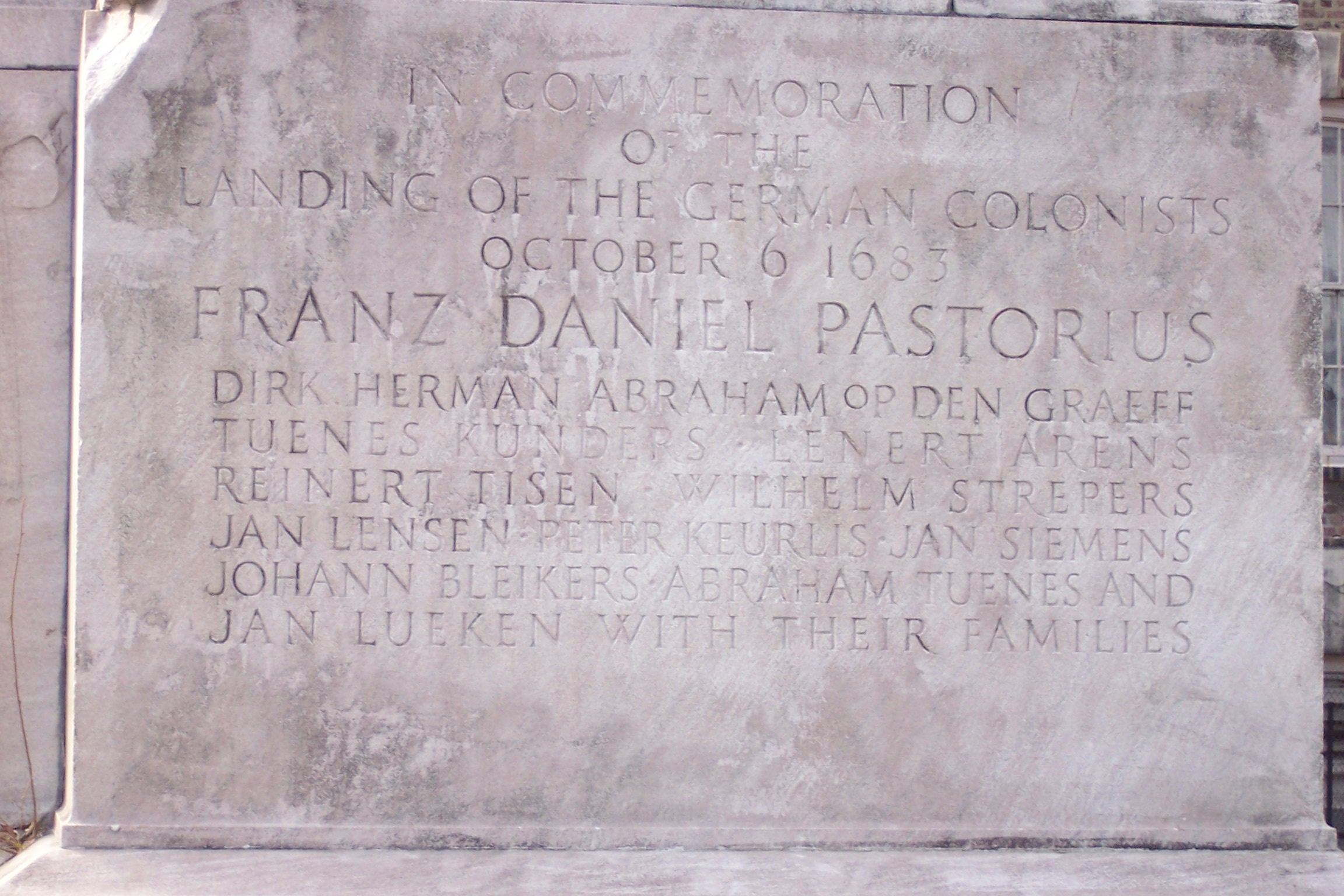
Plaque commémorative pour Pastorius et Abraham op dem Graeff

## L'anti-esclavagisme au nom des sentiments religieux
La protestation s'appuie sur la Règle d'or de la Bible : « Tu aimeras ton prochain comme toi même » (Lévitique  19,18), devenant dans le Talmud de Babylone : « Ne fais pas à autrui ce que tu ne voudrais pas qu'on te fasse » (traité Shabbat 31a) puis dans les Evangiles : « Toutes les choses donc que vous voulez que les hommes vous fassent, faites-les-leur, vous aussi, de même ; car c’est là la loi et les prophètes » (Matthieu 7:12). De manière indirecte, elle exhorte l'Assemblée des Quakers à abolir l'esclavage. C'est un texte non conventionnel qui fait valoir que chaque être humain, quelle que soit sa croyance, sa couleur ou son origine ethnique, possède des droits qui ne doivent pas être violés.
Découvert seulement en 1844 par Nathan Kite à Philadelphie, le texte associe sentiments religieux de l'école mennonite et critique de l'esclavage, même si on ne peut pas encore le qualifier d'abolitionniste.

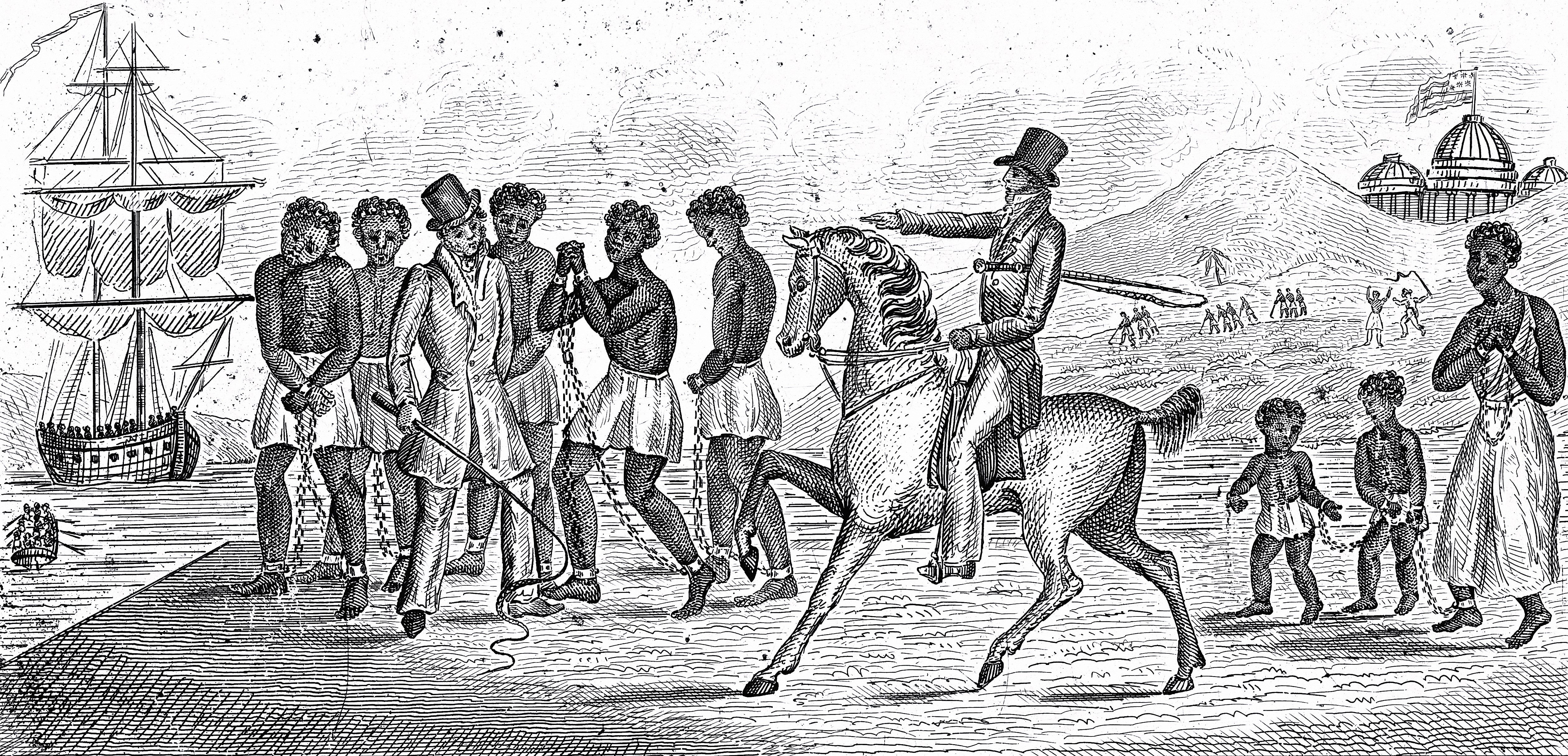
Traite négrière, Pennsylvanie, 1830

Rédigé comme un poème, en vers, le texte critique aussi l'usure et la transgression des principes de la religion dans des termes clairs et fleuris :

« If in Christ's doctrine we abide,

Then God is surely on our side,

But if we Christ's precepts transgress,

Negroes by slavery oppress

And white ones grieve by usury,

Two evils which to Heaven cry,

We've neither God nor Christ His Son,

But straightway travel hell wards on. »

Il dénonce le vol et le trafic d'esclaves, en ajoutant que l'esclavage est une forme de vol puisqu'il prive l'individu de son bien le plus basique, son propre corps. La protestation des quakers dénonce aussi le fait que l'esclavage soit réservé aux Noirs :

« Voici les raisons pour lesquelles nous sommes contre le trafic d’hommes. Y a-t-il personne qui voudrait se voir faire cela ou être traité de cette manière (Is there any that would be done or handled at this manner) ? c’est-à-dire : être vendu ou réduit en esclavage pour toute sa vie ? (…) Mais du fait qu’ils sont noirs, nous ne pouvons concevoir qu’il y ait plus de liberté à les détenir en esclaves qu’il y en aurait pour posséder des blancs. Il y a une maxime (a saying) qui dit que nous devons faire à tout homme ce que nous voulons qui nous soit fait à nous-mêmes (that we shall do to all men like as we will be done ourselves) ; sans considération de génération, d’origine ou de couleur. »

## D'autres textes des quakers de Pennsylvanie dans les années suivantes

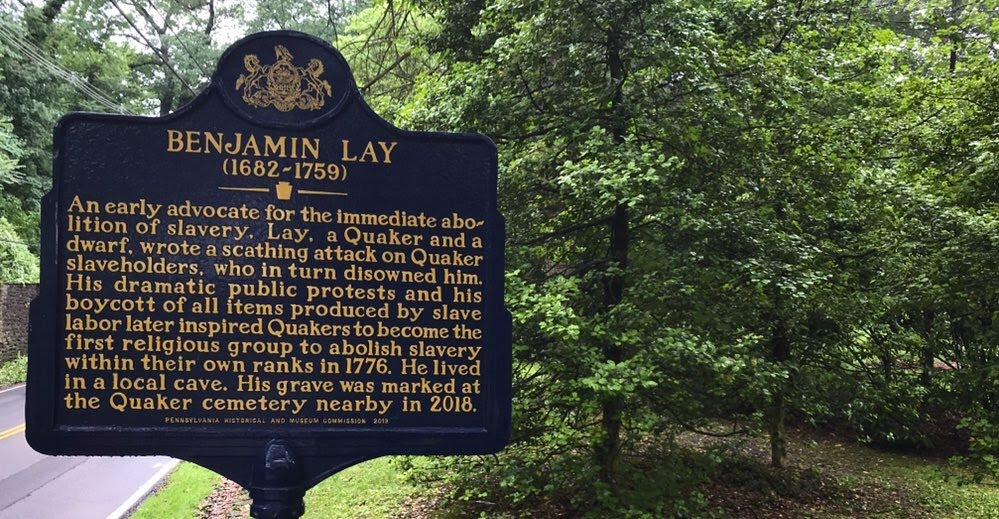
Plaque commémorative pour Benjamin Lay (1682-1759)

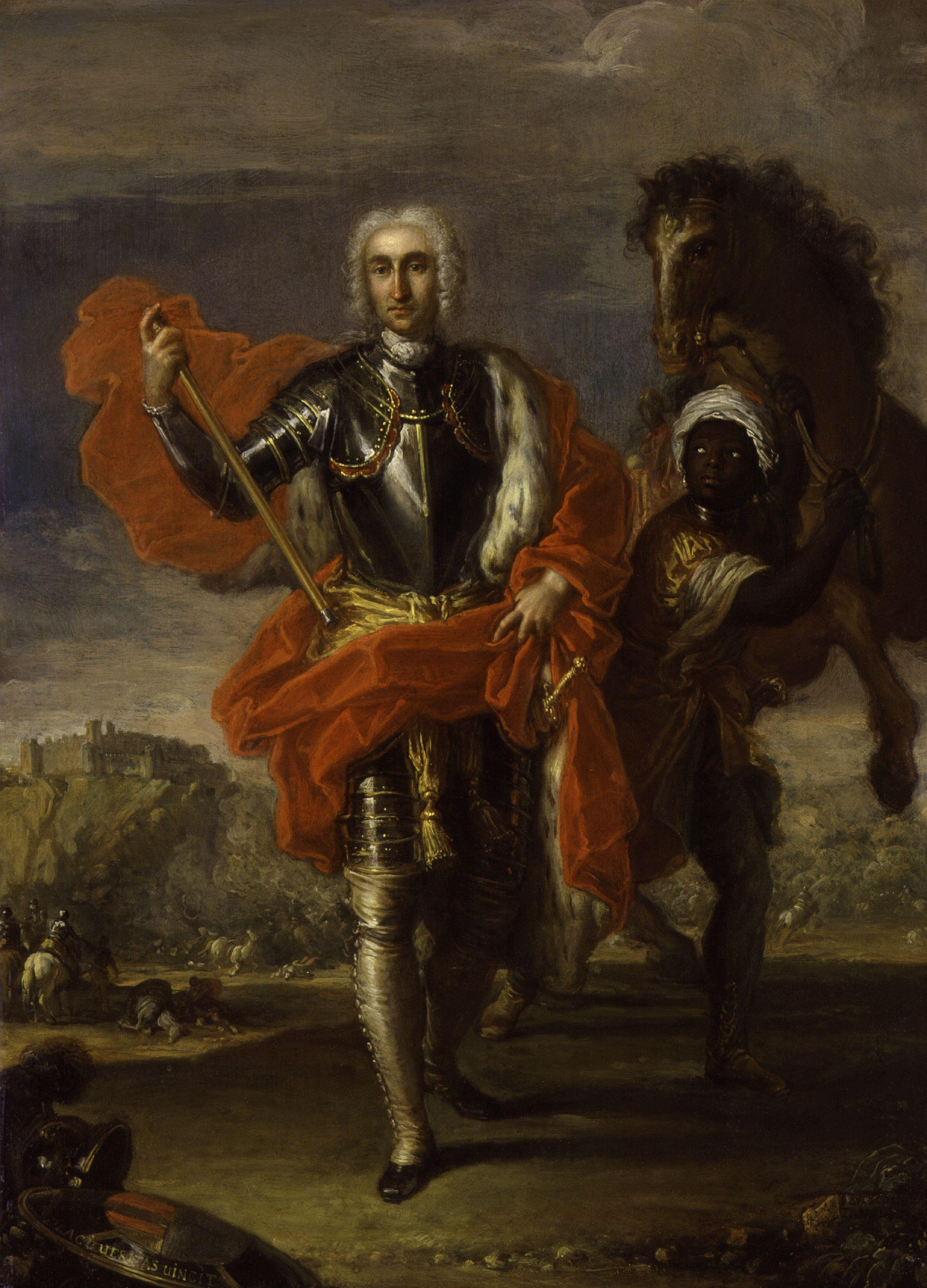
George Keith, v. 1733

En 1693, un autre quaker, George Keith, rédige un pamphlet du même type. En 1696, la réunion annuelle d'Annabelle, toujours en Pennsylvanie par des quakers, met plus largement l'accent sur la nécessité de réfréner la traite des Noirs en réprimandant les membres qui achètent des esclaves importés, sur un plan moral, en considérant que c'est une perte d'eux-mêmes, s'éloignant un peu de la première protestation qui disait plus simplement qu'il ne fallait pas faire aux Noirs ce qu'on aurait pas aimé subir soi-même. 
On peut également citer le quaker et philanthrope anglais Benjamin Lay (1682-1759) qui vécut à Abington en Pennsylvanie, et exprima sa farouche opposition à l'esclavage de manière spectaculaire ou en rédigeant des pamphlets,,. Son exemple a continué d'inspirer le mouvement abolitionniste sur des générations

## Opposition au sein des Quakers
Ce n'est qu'en 1758, lors du Yearly Meeting, que les quakers pennsylvaniens condamnèrent officiellement et collectivement l'esclavage et s'interdirent personnellement de le pratiquer,. De fait, jusqu'aux années 1760-1770, l'abolitionnisme ne constitua pas une conviction partagée par tous les quakers : à de nombreuses reprises de la fin du XVIIe siècle au milieu du XVIIIe siècle, certains de leurs membres portèrent sans succès des pétitions antiesclavagistes devant les assemblées de leur communauté et en Pennsylvanie. Il fallut attendre 1780 pour que les derniers membres de la Société des Amis propriétaires d'esclaves se voient contraints de la quitter. 
Plus largement dans les treize colonies, « l'hostilité à l'esclavage se manifesta jusqu'à cette date surtout en des termes généraux et rhétoriques », malgré le combat militant d'Antoine Bénézet, John Woolman ou Benjamin Lay.